# Il Foro Padano
Il Foro Padano è una rivista italiana trimestrale di dottrina, giurisprudenza nell'alta Italia e della Corte di Cassazione.
È pubblicata dalla casa editrice Fabrizio Serra Editore.

## Storia
Il Foro Padano è stato fondato nel 1946 con l’intento di sopperire alla mancanza di riviste giuridiche assenti durante il regime fascista.
Fra i fondatori risultano nomi illustri come l'avv. prof. Roberto Lucifredi, l'avv. Tullio Vallino, l'avv. prof. Nicola Jaeger, l'avv. prof. Enrico Tullio Liebman, il dott. Domenico Riccardo Peretti Griva, l'avv. prof. Marco Tullio Zanzucchi, l'avv. prof. Mario Ricca Barberis e l'avv. prof. Mario Rotondi.